# Thomas Johnson (réalisateur)
Pour les articles homonymes, voir Thomas Johnson et Johnson.
Thomas Johnson, né le 28 février 1955 à Grenoble, est grand reporter et auteur réalisateur de films documentaires français.

## Biographie
Cette section ne s'appuie pas, ou pas assez, sur des sources secondaires ou tertiaires indépendantes du sujet.

Pour l'améliorer, ajoutez-en, ou placez des modèles {{Source secondaire souhaitée}} ou {{Source secondaire nécessaire}} sur les passages mal sourcés. (décembre 2023)
Né à Grenoble, d'un père australien et d'une mère anglaise, Thomas Johnson a grandi en France. Il commence des études de médecine, puis étudie la psychologie. En 1981, il entame une carrière professionnelle en tant que journaliste puis grand reporter pour le journal Actuel où il travaille de 1982 à 1992 et couvre pendant dix ans la chute de l’Union Soviétique. À partir de 1992, il oriente ses acquis scientifiques, journalistiques et ses convictions humanistes vers l’écriture et la réalisation de films documentaires. Certains de ses films ont donné naissance à des ouvrages. Récompensé dans plusieurs festivals, son film La bataille de Tchernobyl, est devenu depuis un film de référence[non neutre].

## Filmographie
- 1990 : La Toundra irradiée (Grand Nord Russe) - court-métrage (16 mm) - Ministère de la Culture et Nova production
- 1992 : Ivar Ekeland - Predjokaj - 26 min - Rencontre - Arte
- 1992 : Pavel Lounguine - Virgil Tanase - 26 min - Rencontre - Arte
- 1992 : Ray Lema - Ronny Brauman - 26 min - Rencontre - Arte
- 1993 : Russie : les chants du Goulag - 26 min - Megamix - Arte
- 1993 : La guerre du Tadjikistan - Transit - Arte
- 1993 : Les nouveaux riches de Moscou - MTV UK
- 1993 : Trafic d'armes en Tchétchénie - Channel 4
- 1994 : Bonne route vers l'Ouest (Chine)- 8 min - Megamix - Arte
- 1994 : Cao calligraphe et la magie du geste (Chine) 10 min - Megamix - Arte
- 1994 : Les derniers juifs de Boukhara - 18 min - Megamix - Arte
- 1994 : Turgun Alimatov : l’enchanteur des oiseaux (Ouzbékistan)- 12 min- Megamix - Arte
- 1994 : Mer d'Aral : ils chantent la mer qui disparaît (Russie)- 15 min - Megamix - Arte
- 1995 : La Jeunesse nationaliste russe de Moscou - MTV – Londres
- 1995 : Les pays Baltes- 3 × 15 min - MCM-Nova
- 1995 : Halloween, le Retour des Esprits - 40 min - Soirée Théma - Arte
- 1996 : La Marylin Russe - 7 min, Le Chamane de Moscou - 7 min, Nager avec les dauphins sauvages - 7 min, Oxygène !- 7 min - Canal+
- 1996 : La parano des portables, Le travail des clandestins – 2 × 7 min - Canal+
- 1996 : L'accusé de Tchernobyl 10 min - Envoyé Spécial, France 2
- 1996 : Russie, paradis des sectes - 40 min - Envoyé Spécial, France 2
- 1997 : Les Dents du Ciel (Madagascar) - 30 min – Envoyé Spécial, France 2
- 1998 : Grands singes : les origines naturelles de la Séduction(Belgique), Mai 68 : la forteresse de Bruxelles - 7 1/2 d'Arte
- 1998 : La route des expulsés (France), L'école des Taulards (USA), Mariages homosexuels (Pays-Bas) - 7 1/2 d'Arte
- 1998 : Amour, Sexe et Internet - 40 min – Envoyé Spécial, France 2
- 1999 : La Leçon des Grands Singes[2],[3] – 55 min- France 2 et National Geographic
- 1999 : L’Or Vert (Pérou - US - France) - 52 min - Envoyé Spécial, France 2
- 2000 : Les Guerriers de l'Écologie (Australie) – 30 min - Arte
- 2000 : Les Gorilles dans la Guerre (Congo) - 52 min - M6
- 2000 : La Face Cachée des Kennedy[4] - 52 min - France 5
- 2001 : Rocancourt l'Imposteur : L'Homme qui escroqua Hollywood[5] - 80 min & 52 min– M6, & Radio Canada (sujet)
- 2001 : Ibiza : Les DJ de la fortune - Reportage 26 min - Zone Interdite, M6.
- 2002 : Vol 93, les nouveaux héros de l’Amérique[6] - 52 min – France 3, Channel4 (sujet)
- 2002 : La Spirale du Martyr[7] - 54 min - France 3
- 2003 : Le Combat d’une mère[8] – 52 min – France 3 (sujet)
- 2004 : Le Tueur de la Rivière verte – 52 min – France 2 (sujet)
- 2005 : Homo Sapiens, une Nouvelle Histoire de l’Homme[9] - 55 min – Arte, Discovery Communication Inc., NMO
- 2005 : Les Derniers Jours de Dian Fossey[10] - 52 min – France 5. (sujet)
- 2006 : La Bataille de Tchernobyl[11],[12]- 94 min, France 3, Discovery Communication Inc.
- 2007 : La Main et L’Esprit[13] - Œuvre poétique autour de La Pierre sans chagrin de Henry Bauchau - 46 min
- 2007 : Les Derniers Jours d’Indira Gandhi[14] - 52 min, France 5. (sujet)
- 2009 : Nucléaire en Alerte[15] - 100 min et 87 min, France 3, TSR, NHK, NRK, Planète
- 2011 : 30 Ans de Guerre, au Nom de Dieu[16] - 90 min et 2 × 52 min : 1er épisode de 1979 à 1989[17] et 2e épisode de 1989 à 2009[18] pour France 5, TSR, RTBF, LCP
- 2012 : Sortir (ou pas) du Nucléaire[19] - 90 min - pour Planète+ (sujet)
- 2013 : L’ombre de Staline[20]- avec Marie Brunet-Debaines, 90 min, Arte[21](sujet)
- 2015 : Tapie et la République – Autopsie d’un scandale d’État[22],[23],[24],[25]avec Laurent Mauduit, 70 min, diffusion le 31 mai 2015 sur France 5 (sujet)
- 2016 : SOS Santé pour Tous[26],[27], 90 min, Arte
- 2019 : Brexit : les coulisses d’un divorce[28],[29],[30], avec Eric Albert, 74 min, diffusé le 2 avril 2019 sur France 5
- 2020 : Face aux migrants : à la frontière des Alpes[31] avec Arnaud Mansir et Philippe Pichon – 67 min, sur  France 5
- 2023 : Les Évangéliques à la conquête du monde[32],[33], avec Philippe Gonzalez - 3 épisodes de 52 min, 1re diffusion le 4 avril 2023 sur Arte.

## Prix
Tapie et la République – Autopsie d’un scandale d’État
- Prix du Public 2016 - FIGRA

Nucléaire en Alerte :
- Prix du European Science TV & New Media Awards 2010 : Best presentation of Science and Technology behind an environmental issue

La Bataille de Tchernobyl : 
- Prix Italia 2006
- Prix spécial du Jury Europa 2006
- Prix du meilleur documentaire au festival international de TV de BANFF (Canada- 2007) dans la catégorie historique et biographique
- Prix de la jeunesse 2008 - BaKaFORUM 2008 - Basel - Karlsruhe Forum
- Grand Prix du Jury – UNAFF & Prix Stanford Video pour le meilleur montage - Stanford - USA
- Best of INPUT - San Francisco - 2007

Gorilles dans la Guerre :
- Grand Prix Rencontre Cinéma Nature de Dompierre-sur-Besbre - 2000

L'Or Vert :
- Prix Spécial du Prince Rainier III du Festival de Television de Monte-Carlo 2000

## Grands reportages & presse écrite
De 1982 à 1992, Thomas Johnson est Grand reporter au magazine Actuel et correspondant du magazine Actuel à Moscou. Entre 1992 et 2001 il écrit et est membre du comité de rédaction du magazine Nouvelles Clés. Entre 1992 et 2002 il effectue des reportages pour l'agence Sygma. En plus de sa carrière de vidéaste, il continue depuis 2012, à écrire et à collaborer à des publications dont Soldes Almanach qui donne la parole aux sages et aux fous, et dont il est membre du comité de rédaction. Il réalise entre autres les entretiens et les reportages (texte et photos) suivants :
- Il n’y a pas de sens commun sans individuation. Entretien avec Cynthia Fleury - Soldes Almanach n°8 : Le sens commun (2023)
- Le don, comme pierre angulaire de toute société humaine. Entretien avec Philippe Chanial - Soldes Almanach n°8 : Le sens commun (2023)
- Le revenu de base universel, une proposition radicale. Entretien avec Yannick Vanderborght : Soldes Almanach n°8 : Le sens commun (2023)
- Le sacré se passe de Dieu. Entretien avec Yannick Haenel - Soldes Almanach n°8 : Le sens commun (2023)
- L’Occident et l’épuisement du désir. Entretien avec Bernard Stiegler (2012) - Soldes Almanach n°8 : Le sens commun (2023)
- Faites des parents, pas des enfants. Entretien avec Donna Haraway - Soldes Almanach n°7 : Le vivant, mode d’emploi ! (2021)
- La zone critique. Entretien avec Bruno Latour - Soldes Almanach n°7 : Le vivant, mode d’emploi ! (2021)
- Le Graal des biologistes. Entretien avec Marc-André Selosse - Soldes Almanach n°7 : Le vivant, mode d’emploi ! (2021)
- Manufacture des idées. Entretien avec Emmanuel Favre - Soldes Almanach n°7: Le vivant, mode d’emploi ! (2021)
- L’atlas du nouveau monde sauvage. L’idée du progrès nous empêche de voir la réalité. Entretiens avec Anna Tsing  Soldes Almanach n°6 : La pensée non humaine / écosex / symbiose (2019)
- Reset Modernity. Entretien avec Bruno Latour - Soldes Almanach n°5 : L’homme de Terre/L’Anthropocène (2017)
- Les communaux réinventent l’économie. Entretien avec Jeremy Rifkin - Soldes Almanach n°4 : L’autre (2016)
- Nous sommes hantés. Le marketing détruit notre libido. Une économie contributive invente notre avenir. Repenser le conscient à partir de l'inconscient. Entretiens avec Bernard Stiegler. Soldes Almanach n°2: Ouvriers philosophes et intellos bricoleurs (2012)
- Le Moscou rêvé de Staline - magazine Grands Reportages et l’agence Sygma
- Les Trophées de Guerre des Soviets - agence Sygma
- La Guerre en Tchétchènie - agence Sygma
- Les Incunables - le premier guide de voyage (XVIe siècle) - magazine Grands Reportages et l’agence Sygma
- Touva (Russie) - GEO Magazine et l’agence Sygma
- L'Eau du lac Baïkal -  Almanach d'Actuel 2001
- Les Russes de l'an 2000 - Almanach d'Actuel 2001
- Le Chamane de Touva - Almanach d'Actuel 2001
- Jean-François Bizot chez les Chamanes de Touva - Nouvelles Clés
- Australie, sous les petits points - Nouvelles Clés
- Le rêve nu - Nouvelles Clés
- Pérou : les sorciers de l’ADN - Nouvelles Clés
- Le retour des Dieux en Russie - Nouvelles Clés
- Lumière sur la banlieue - Nouvelles Clés
- Raves - Nouvelles Clés
- L’Homme qui veut désamorcer les gênes - Nouvelles Clés
- La Chine n’a jamais cessé d’être taoïste - Nouvelles Clés
- Le souffle le tracé, le signe - Nouvelles Clés
- A la guerre - Nouvelles Clés
- Aux origines naturels du savoir - Nouvelles Clés
- La peinture des Aborigènes d'Australie et le monde du Rêve - Nouvelles Clés
- La voie des Arts martiaux - Nouvelles Clés
- L'URSS de la Perestroïka - Actuel
- La fin de l'empire soviétique et la renaissance de la Russie - Actuel
- Le KGB - Actuel
- Le détournement d’avion à Tbilissi - Actuel
- La Mer d'Aral - Actuel
- Les fils de la Nomenklatura - Actuel
- Le lac Baïkal - Actuel
- Moscou underground - Actuel
- La Guerre civile du Sri Lanka chez les Tigres Tamouls - Actuel
- Les Papous en Indonésie - Actuel
- La guerre civile au Tchad - Actuel
- et réalise d'autre reportages aux USA, en France et en Europe de l'Est... pour Actuel

## Contributions aux ouvrages
- Tchernobyl, Confessions d'un Reporter[35]- d’Igor_Kostine - Contributions de Thomas Johnson - Publié chez Les Arènes - 2006 -  (ISBN 978-2-912485-97-7)
- Igor Kostine Tchernobyl - En collaboration avec Thomas Johnson - Publié chez Les Arènes - 2020 - (ISBN 9791037500915)
- Paroles Aborigènes - Textes présentés et recueillis par Thomas Johnson - Publié chez Albin Michel collection Carnets de Sagesse -  (ISBN 978-2-226-09080-5)
- Moi, Christophe Rocancourt, Orphelin, Play-boy et Taulard de Christophe Rocancourt. Contributions de Thomas Johnson, Marc Sich - Publié aux éditions Michel Lafon 2002 -  (ISBN 2840988267) et J'ai lu -  (ISBN 2-290-33439-1)

## Expositions
- Portraits des Purges: VISA pour l'IMAGE-Perpignan, le Centre de la Photographie d'Île-de-France et le Naarden Fotofestival (Pays-Bas). Réalise une exposition de photos avec l'association Mémorial à partir des archives du KGB - 1992
- Portraits de la Terreur[36] - Exposition Mémorial et M Way Films - Organisée par Thomas Johnson et la Ville de Strasbourg - 2013